# أندري سميرنوف (ممثل)
أندري سميرنوف (الروسية: Андpeй Сepгeeвич Смирнов) هو كاتب مسرحي وكاتب سيناريو ومخرج وممثل روسي (وحمل سابقاً جنسية الاتحاد السوفيتي)، ولد في 12 مارس 1941 بموسكو في روسيا. بدأ مشواره المهني سنة 1962، ومن الجوائز التي نالها فنان الشعب الروسي وجائزة نيكا.

## أعمال

### مسلسلات
- الأبله

## جوائز
- فنان الشعب الروسي
- جائزة نيكا

## وصلات خارجية
- أندري سميرنوف على موقع IMDb (الإنجليزية)
- أندري سميرنوف على موقع ألو سيني (الفرنسية)
- أندري سميرنوف على موقع أول موفي (الإنجليزية)
- أندري سميرنوف على موقع قاعدة بيانات الأفلام السويدية (السويدية)
- أندري سميرنوف على موقع قاعدة بيانات الفيلم (الإنجليزية)
- أندري سميرنوف على موقع كينوبويسك (الروسية)